# CRSED
『CRSED: F.O.A.D.』（邦題：カースド）は、Darkflow Softwareが開発し、Gaijin Entertainmentにより配信されている基本プレイ無料のバトルロイヤルゲーム。日本ではEXNOAによって、PlayStation 4、PlayStation 5、Nintendo Switchにて配信されている。

## 概要
最大約40人が参加可能な戦場で、最後の生き残りを目指すバトルロイヤル形式のサードパーソン・シューティングゲーム。キッチン用品などのユニークな装備を身にまとい、アビリティやトラップといった魔法の要素を駆使して戦うのが特徴。

## ゲーム内容
ソロ・デュオ・分隊の3つのゲームモードが用意されており、プレイヤーはヒーローと呼ばれるキャラクターを選択し、最後の1チームになるまで戦う。主に敵を倒すことで獲得する「ソウル」を消費し、それぞれのヒーローが所持する「アビリティ」や、インベントリから装備できる「儀式」や「罠」といった特殊能力を使用できる。

## 開発
2018年4月1日、Darkflow Softwareが開発する第二次世界大戦を舞台としたMMOシューター「Enlisted」は、エイプリルフールのジョークとしてキッチン用品を装備して戦うバトルロイヤルゲーム、「Cuisine Royale」を発表した。当初はジョークとしてアルファテストを行っていたが、本作のシュールな世界観と、「War Thunder」のDagor Engineを採用したリアルなグラフィックやEnlisted譲りの本格的なシューティング要素のギャップが人気を呼び、6月にはスタンドアロンのタイトルとして公開された。
当初は銃とキッチン用品のみが特徴だったCuisine Royaleはアップデートが重ねられ、新たなヒーロー、武器、マップ、固有のアビリティなどの多数の要素が追加されていった。2020年8月20日には、DMM GAMES（現在のEXNOA）により日本でのサービスが開始された。
2020年12月3日、コミカルな演出や不思議な世界観からシリアスでハードな路線への転換として、大型アップデートの配信と同時にCuisine Royaleは「CRSED: F.O.A.D.」にリブランディングされた。「CRSED: F.O.A.D.」は「Cuisine Royale Second Edition: Fufillment of All Desires」の略称であると同時に、ゲームキャラクターが持つ呪われた力のことを指している。PS5版の配信も12月15日に開始された。
2021年5月27日にはNintendo Switch版をリリース。日本では10月14日に配信された。11月には、PlayStationとXboxの間でクロスプレイに対応した。
2022年5月、ValveはCRSEDをSteam Deckで完全に機能し、快適に動作することを示す「確認済み」に分類した。10月05日、EXNOAはPC版のサービスを終了した。